# 70 (szám)
A 70 (hetven) a 69 és 71 között található természetes szám.

## A szám a matematikában
A tízes számrendszerbeli 70-es a kettes számrendszerben 1000110 , a nyolcas számrendszerben 106, a tizenhatos számrendszerben 46 alakban írható fel.
A 70 páros szám, összetett szám, azon belül szfenikus szám, kanonikus alakja 2 · 5 · 7, normálalakban a 7 · 101 szorzattal írható fel. Nyolc osztója van a természetes számok halmazán, ezek növekvő sorrendben: 1, 2, 5, 7, 10, 14, 35 és 70.
Pell-szám és általánosított hétszögszám, egyike annak a két számnak, ami egyszerre mindkettő.
Ötszögszám. Tizenháromszögszám. Pentatópszám.
A legkisebb furcsa szám; primitív furcsa szám.
Palindromszám a 9-es (779), a 13-as (5513) és a 34-es (2234) számrendszerekben.
Harshad-szám a következő számrendszerekben: 6, 8, 9, 10, 11, 13, 14, 15 és 16.
Mivel található olyan 70 egymást követő egész szám, amelynél minden belső számnak van közös prímtényezője akár az első, akár az utolsó taggal, a 70 Erdős–Woods-szám. A legkisebb ilyen tulajdonságú egymást követő számok 13151117479433859435440-től kezdve találhatók meg.
Az első 24 négyzetszám összege éppen 702. Emiatt a 70 kapcsolódik a Leech-rácshoz és így a húrelmélethez.
A 70 egyetlen szám valódiosztóösszeg-függvényeként áll elő, ez a 134.

## A tudományban
- A periódusos rendszer 70. eleme az itterbium.

## A szám a kultúrában
Lator László Ragyogjon hetven csillaga címmel írt verset.